# Museus e Monumentos de Portugal
A entidade pública empresarial (EPE) Museus e Monumentos de Portugal sucedeu à Direção-Geral do Património Cultural (DGPC) na missão, nas atribuições, no património e nos recursos humanos nos domínios da conservação, restauro, proteção, valorização e divulgação das coleções nacionais e do património cultural móvel, da gestão dos museus, monumentos e palácios nacionais e na execução da política museológica nacional.

## Missão
A Museus e Monumentos de Portugal (MMP) promove a produção de conhecimento, a conservação e valorização das coleções nacionais, a requalificação dos museus, monumentos e palácios, a par de uma oferta de programação cultural de excelência, capaz de fomentar o envolvimento de públicos e mecenas e a participação alargada do tecido social e empresarial, contribuindo, assim, para a qualidade de vida das cidades, a conservação das paisagens culturais e a projeção internacional do património cultural português.
A continuidade territorial deste conjunto de museus, monumentos e palácios representativos da excecional relevância patrimonial da herança cultural, que é fundamento da memória coletiva e fator de identidade nacional, constitui também um eixo central da política de cultura em matéria de salvaguarda e valorização das coleções nacionais, dos museus e do património cultural, seja num contexto de gestão de proximidade na relação com as comunidades locais, seja no âmbito de uma política de gestão nacional.
Os museus com coleções nacionais e de referência internacional, assim como os palácios e os monumentos nacionais e património da humanidade integram a Museus e Monumentos de Portugal, E. P. E.
À MMP cabe gerir o conjunto de museus, monumentos e palácios, tendo em vista a sua progressiva autonomia administrativa e financeira e o exercício da sua missão, assente em princípios de serviço público e subsidiariedade imprescindíveis à viabilidade económica do novo modelo, mas também concretizando um planeamento plurianual com recurso a mecanismos de gestão que assegurem a melhoria da oferta, a internacionalização e acréscimo das fontes de financiamento.
A MMP, tem também como missão executar a política museológica nacional e desenvolver a Rede Portuguesa de Museus, gerir a Coleção de Arte Contemporânea do Estado e promover a renovação do Laboratório José de Figueiredo, assumindo a responsabilidade de uma gestão cultural diferenciadora e apostando na conservação, comunicação e valorização das coleções nacionais e do património cultural que lhe é confiado.
Por fim, a MMP tem como competências em matéria de manutenção de instalações e equipamentos, de projeto e obra nos museus e monumentos sob sua gestão, bem como de salvaguarda, conservação, restauro e circulação do património cultural móvel, nos termos das bases da política e do regime de proteção e valorização do património cultural, aprovadas pela Lei n.º 107/2001, de 8 de setembro, na sua redação atual, e ainda as decorrentes da Lei-Quadro dos Museus Portugueses, aprovada pela Lei n.º 47/2004, de 19 de agosto, e das responsabilidades internacionais em matéria de salvaguarda do património da Humanidade.
Tutela
A Museus e Monumentos de Portugal, está sujeita à tutela dos membros do Governo responsáveis pelas áreas das finanças e da cultura, a exercer em conjunto e individualmente, nos termos dos seus Estatutos e do RJSPE.

## Museus, Monumentos e Palácios
Os Museus, Monumentos e Palácios Nacionais, sob gestão da MMP, são:
- Casa-Museu Dr. Anastácio Gonçalves, em Lisboa.
- Convento de Cristo, em Tomar.
- Fortaleza de Sagres, em Vila do Bispo.
- Mosteiro de Alcobaça, em Alcobaça.
- Mosteiro de Santa Maria da Vitória, na Batalha.
- Mosteiro dos Jerónimos e Capela de São Jerónimo, em Lisboa.
- Museu de Alberto Sampaio e extensão no Palacete de Santiago, em Guimarães.
- Museu de Arte Popular, em Lisboa.
- Museu de Lamego, em Lamego.
- Museu José Malhoa, em Caldas da Rainha.
- Museu da Cerâmica, em Caldas da Rainha
- Museu Joaquim Manso, na Nazaré
- Museu Nacional da Música, em Lisboa.
- Museu Nacional da Resistência e da Liberdade, em Peniche.
- Museu Nacional de Arqueologia, em Lisboa.
- Museu Nacional de Arte Antiga, em Lisboa.
- Museu Nacional de Arte Contemporânea - Museu do Chiado, em Lisboa.
- Museu Nacional de Conímbriga, em Condeixa-a-Nova.[8]
- Museu Nacional de Etnologia, em Lisboa.
- Museu Nacional de Machado de Castro, em Coimbra.
- Museu Nacional de Soares dos Reis e Casa-Museu Fernando de Castro, no Porto.
- Museu Nacional do Azulejo, em Lisboa.
- Museu Nacional do Teatro e da Dança, em Lisboa.
- Museu Nacional do Traje, em Lisboa.
- Museu Nacional dos Coches e Picadeiro Real, em Lisboa.
- Museu Nacional Frei Manuel do Cenáculo e Igreja das Mercês, em Évora.
- Museu Nacional Grão Vasco, em Viseu.
- Museu Rainha D. Leonor e extensão na Igreja de Santo Amaro, em Beja.
- Paço dos Duques, Castelo de Guimarães e Igreja de São Miguel do Castelo, em Guimarães.
- Palácio Nacional da Ajuda e Museu do Tesouro Real, em Lisboa.
- Palácio Nacional de Mafra, em Mafra.
- Panteão Nacional, em Lisboa.
- Torre de Belém, em Lisboa.
- Museu do Abade de Baçal, em Bragança